# Torrecuso
Torrecuso est une commune de la province de Bénévent dans la région Campanie en Italie.

## Administration
| Période                                  | Période  | Identité             | Étiquette                            | Qualité |
| ---------------------------------------- | -------- | -------------------- | ------------------------------------ | ------- |
| 14 juin 2004                             | En cours | Dott. Erasmo Cutillo | Lista Civica - Rinascita Democratica |         |
| Les données manquantes sont à compléter. |          |                      |                                      |         |

### Communes limitrophes
Bénévent, Foglianise, Fragneto Monforte, Paupisi, Ponte, Vitulano